# Première circonscription législative de Lettonie

Carte de la circonscription

La Première circonscription législative de Lettonie est une circonscription électorale lettone. Cette circonscription se compose d'un seul district, le district de Riga. 
Elle est représentée par 28 sièges à la Saeima.